# Pablo Pacheco
Pablo Nemecio Pacheco Vidal (Callao, 22 de junio de 1908-Callao, 2 de mayo de 1982) fue un delantero del fútbol peruano que jugó para Universitario de Deportes. Participó con la selección peruana en la Copa Mundial de la FIFA 1930.

## Biografía
Nació el 22 de junio de 1908 en el Callao, Perú. Sus padres fueron Pablo Pacheco y Ernestina Vidal. Era hermano de Mario Pacheco y Jorge Pacheco, ambos también futbolistas.
Estuvo casado con María Concepción Strat Hoyos, hermana del futbolista Enrique Strat.
Falleció el 2 de mayo de 1982 a los 73 años en el Callao.

## Trayectoria
Pacheco jugó en ataque para el club peruano Universitario de Deportes, durante su carrera de club como su carrera internacional con la selección de Perú. Fue el primer jugador en marcar en un superclásico del fútbol peruano, en el minuto 7 de iniciar el partido.

## Selección nacional
Fue seleccionado por el técnico catalán Francisco Bru para participar en el Mundial de 1930, realizado en Uruguay, donde su país entró en el grupo C con Rumanía y Uruguay, en el que la selección peruana quedó en décimo lugar. Aunque no jugó ninguno de los dos partidos de su selección durante este Mundial. No ha sido convocado para ningún torneo del Campeonato Sudamericano.

#### Participaciones en Copas del Mundo
| Mundial                        | Sede    | Resultado    |
| ------------------------------ | ------- | ------------ |
| Copa Mundial de Fútbol de 1930 | Uruguay | Primera fase |

## Clubes
| Club               | País | Año       |
| ------------------ | ---- | --------- |
| Jorge Chávez       | Perú | 1926      |
| Unión Buenos Aires | Perú | 1927      |
| Universitario      | Perú | 1928-1932 |
| Jorge Chávez       | Perú | 1933-1935 |

## Palmarés

### Títulos nacionales
| Título                    | Club          | País | Año  |
| ------------------------- | ------------- | ---- | ---- |
| Primera División del Perú | Universitario | Perú | 1929 |